# Ekholms fotoateljé

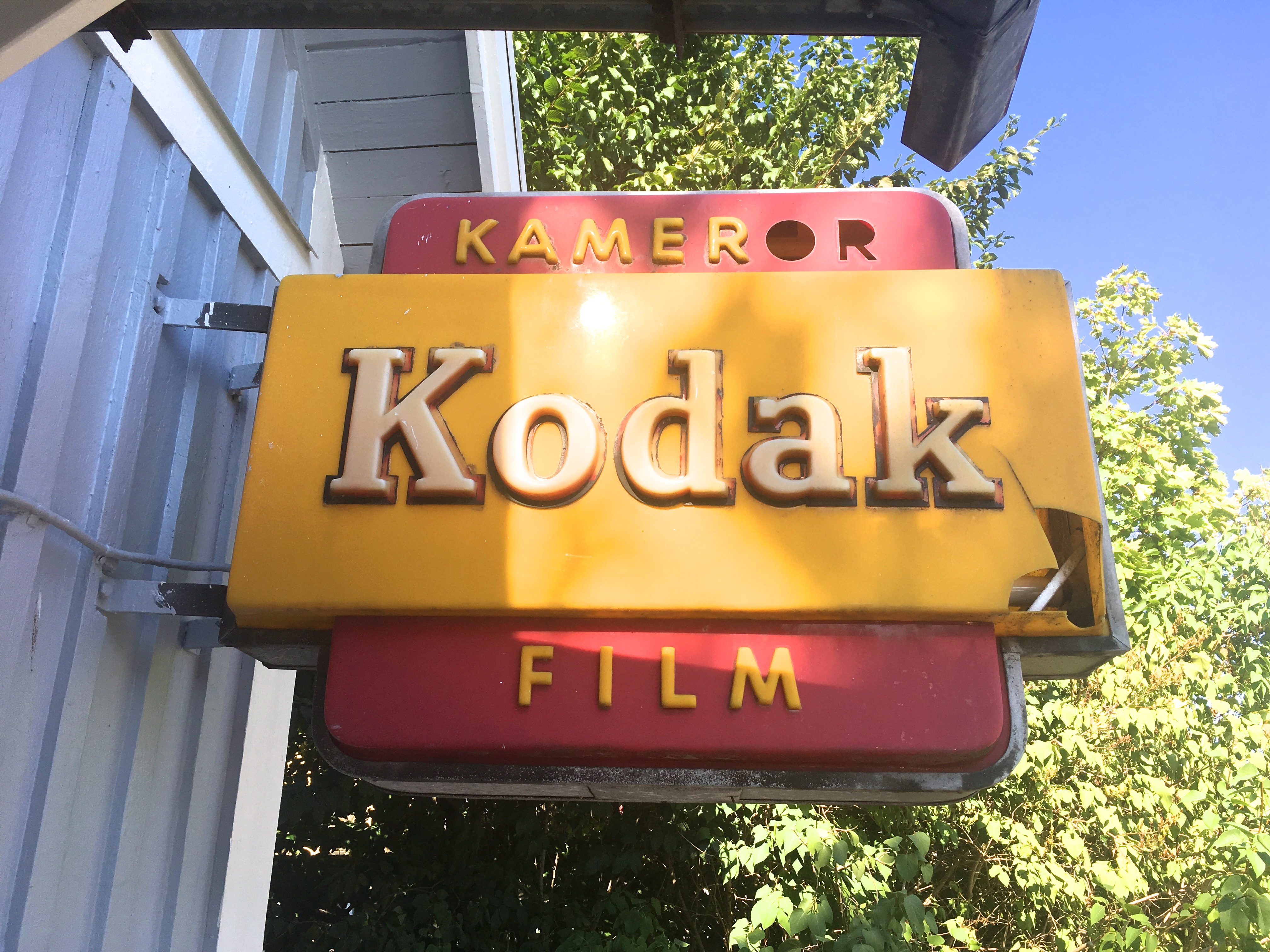
En något bedagad reklamskylt för Kodaks kameror och film vid ingången till Ekholms fotoateljé.

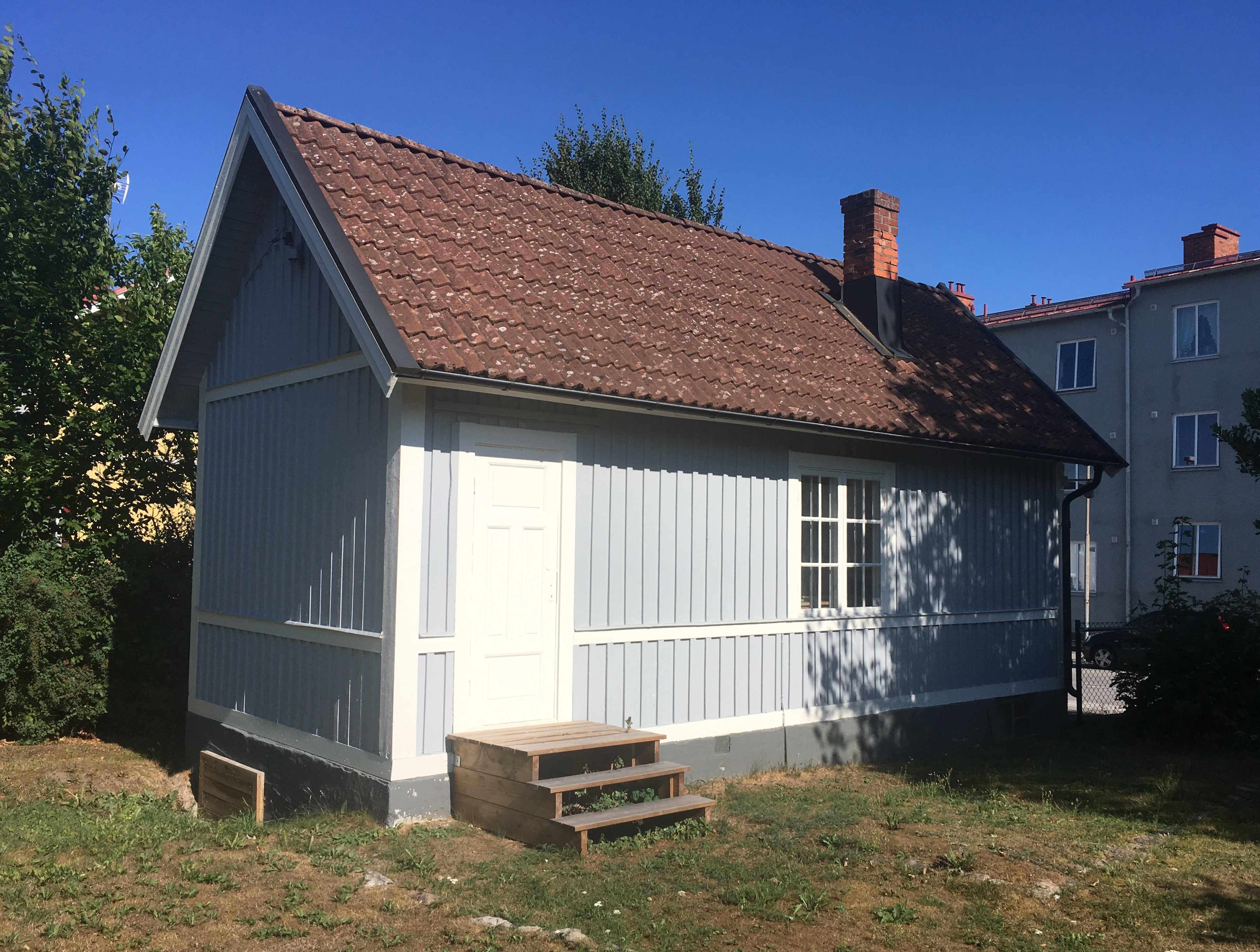
Ekholms fotoateljé sedd från trädgården.

Ekholms fotoateljé, Norra Smålandsgatan 6 i Kallinge är en av Sveriges minsta och äldsta dagsljusateljéer för fotografering. Ateljén blev byggnadsminne 4 november 2015..
Byggnadens interiör är mycket välbevarad liksom den fotografiska utrustning, som användes av Oscar Ekholm (1900-82) från 1928 till 1980. Ateljén är en del av helhetsmiljön med huvudbyggnad, uthus, trädgård och inventarier, som sammantaget är unik i sitt slag.
Länsstyrelsen skriver i sin motivering till beslutet om byggnadsminne; att byggnaden är typisk för hur små fotoateljéer såg ut på mindre orter under 1900-talets första hälft, men få av dessa finns bevarade i sitt ursprungliga skick. Ateljén representerar en hundraårig epok av fotografin och visar inte enbart på Oscar Ekholms tid som fotograf och dennes fotografiska gärning, utan berättar även om de kvinnliga fotografer som varit hans lärare och inspirationskällor.
Fotoateljén är inrymd ett av Kallinges minsta hus. Hela den fotografiska processen skedde där på en mycket begränsad yta. Ett exempel på hur byggnaden anpassats för sitt ändamål är ett takfönster, som använts som ljuskälla istället för lampor eller fotoblixt. Ekholms fotoateljé är en, i sitt slag, unik anläggning med ursprungligt utseende, inredning och inventarier.